# Васильченко, Иван Нестерович
Иван Нестерович Васильченко (23 сентября [6 октября] 1913, Владимирская, Юго-Восточная область — 25 апреля 1999, Херсон) — командир орудия батареи 76-мм пушек 6-го гвардейского стрелкового полка (2-я гвардейская стрелковая дивизия, 2-я гвардейская армия, 3-й Белорусский фронт) гвардии сержант — на момент представления к награждению орденом Славы 1-й степени. Кавалер ордена Славы трёх степеней.

## Биография
Родился 23 сентября 1913 года в станице Владимирская Лабинского отдела Кубанской области Российской империи (ныне Лабинского района Краснодарского края), в семье крестьянина. Русский. В 1928 окончил 3 класса. Работал в колхозе «Коминтерн» ездовым.

### В РККА
В июне 1940 года был призван в Красную армию Лабинским райвоенкоматом.

### На фронте
В боях Великой Отечественной войны с июня 1941 года. Летом 1942 года был зачислен в 298-ю стрелковую дивизию, прибывшую на Сталинградский фронт. 24 августа вступила в бой севернее Сталинграда. В этих боях младший сержант Васильченко сражался наводчиком орудия 356-го отдельного противотанкового дивизиона. Дивизия в течение недели отражала атаки противника, пытавшегося расширить плацдарм в направлении Камышин и отвлекла значительные силы противника от основного Сталинградского направления. В этих боях дивизия понесла большие потери, младший сержант Васильченко значится пропавшим без вести 28 августа. По другим данным попал в плен (освобождён).
С февраля 1943 года вернулся на фронт в состав 2-й гвардейской стрелковой дивизии, был командиром расчёта 45-мм пушки 6-го гвардейского стрелкового полка. Участвовал в боях за освобождение Северного Кавказа, Кубани и Крыма. В марте 1943 года дивизия в составе 9-й армии перешла в наступление и нанесла удар на Красноармейскую, затем вышла на подступы к станице Крымская, где заняла прочную оборону, готовясь к наступлению.
Первую боевую награду гвардии красноармеец Васильченко заслужил в боях за освобождение Крымского района Краснодарского края. 8 августа 1943 года разбил две пулемётные точки противника. Будучи раненным, не покинул поля боя. 14 сентября 1943 года в боях за высоту 95.0 он с открытой огневой позиции прямой наводкой уничтожил пулемётный расчёт противника. За участие в этих тяжёлых боях награждён орденом Красной Звезды.
В ночь на 3 ноября 1943 года в ходе Керченско-Эльтингенской десантной операции на кораблях Азовской военной флотилии при сильном шторме передовые отряды дивизии форсировали Керченский пролив в 5-и километрах севернее Керчи и, захватив плацдарм, обеспечили высадку главных сил 11-го гвардейского стрелкового корпуса. Затем вели бои за удержание и расширение плацдарма. В первые дни боёв на плацдарме в районе села Булганак расчёт Васильченко, отражая контратаку противника, уничтожил три станковых пулемёта, подавил огонь двух огневых точек, уничтожил до 20 гитлеровцев. Награждён орденом Отечественной войны 2-й степени.

### Подвиг
21 января 1944 года в бою под городом Керчь (Крым) гвардии красноармеец Васильченко, при отражении контратаки врага грамотно организовал силами своего расчёта круговую оборону огневой позиции. Оставшись вдвоём с наводчиком у орудия, продолжал вести беглый огонь по врагу. В этом бою артиллеристы уничтожили до 30 гитлеровцев, 3 пулемёта, ротный миномёт с расчётом. Приказом по частям 2-й гвардейской стрелковой дивизии от 23 января 1944 года № 7/н гвардии красноармеец Васильченко Иван Нестерович награждён орденом Славы 3-й степени. За отличие при штурме города Севастополь 9 мая 1944 года награждён медалью «За отвагу».
После окончания боёв в Крыму и непродолжительного отдыха дивизия в составе 2-й гвардейской армии была переброшена на 1-й Прибалтийский фронт. Здесь участвовала в Прибалтийской операции 1944 года: в Шяуляйской, в октябре — в Мемельской наступательных операциях. В декабре в составе армии дивизия передана в 3-й Белорусский фронт и в январе-апреле принимала участие в Восточно-Прусской операции.
6 марта 1945 года в бою за населённый пункт Штольценберг (Восточная Пруссия, ныне не существует, восточнее посёлка Пограничный Калининградской области) гвардии младший сержант Васильченко со своим орудием, находясь вместе с боевыми порядками стрелковой роты, поддерживал её наступательные действия, вёл огонь по пулемётным точкам противника. Был ранен, но после перевязки вернулся к орудию и продолжал выполнять боевую задачу. Точным огнём уничтожил три пулемёта противника и до роты живой силы врага, расчистив путь поддерживаемой роте. Приказом по войскам 2-й гвардейской армии от 22 апреля 1945 года № 62/н гвардии младший сержант Васильченко Иван Нестерович награждён орденом Славы 2-й степени.
16 апреля 1945 года в бою за населённый пункт Гермау (ныне посёлок Русское Зеленоградского район Калининградской области) расчёт под командованием гвардии сержанта Васильченко прямой наводкой уничтожил крупнокалиберный пулемёт с расчётом. Сопровождая атакующую пехоту, подавил огонь ещё двух пулемётных точек, вывел из строя противотанковое орудие и миномётную батарею, уничтожил до 20 гитлеровцев. Был представлен к награждению орденом Славы 1-й степени.
Боевые действия завершил в середине апреля 1945 года выходом на побережье Балтийского моря севернее города Фишхаузен (Приморск).
Указом Президиума Верховного Совета СССР от 29 июня 1945 года гвардии сержант Васильченко Иван Нестерович награждён орденом Славы 1-й степени. Стал полным кавалером ордена Славы.

### После армии
Демобилизован в ноябре 1945 года. Вернулся в родную станицу долгие годы работал в колхозе «Путь Ильича» бригадиром, чабаном, ездовым. В 1973 году вышел на заслуженный отдых. Почётный житель станицы Владимирская. Жил в станице Владимирская. В начале 1990-х годов выехал к дочери в город Херсон (Украина). Скончался в 1994 году (по непроверенным данным).

## Награды
- Полный кавалер ордена Славы:
  - Орден Славы I степени (29 июня 1945, орден № 1384)[2]
  - Орден Славы II степени (22 апреля 1945, орден № 21643)[6]
  - Орден Славы III степени (23 января 1944, орден № 473)[7]
- Орден Отечественной войны I степени (6 апреля 1985)[8]
- Орден Отечественной войны II степени (23 января 1944)[9]
- Орден Красной Звезды (16 сентября 1943)[10]
- Медаль «За отвагу» (15 июля 1944)[11]
- Медаль «В ознаменование 100-летия со дня рождения Владимира Ильича Ленина» (6 апреля 1970)
- Медаль «За победу над Германией в Великой Отечественной войне 1941—1945 гг.» (16 ноября 1945)[12]
- Юбилейная медаль «Двадцать лет Победы в Великой Отечественной войне 1941—1945 гг.» (7 мая 1965[13])
- Юбилейная медаль «Тридцать лет Победы в Великой Отечественной войне 1941—1945 гг.»[14]
- Медаль «Сорок лет Победы в Великой Отечественной войне 1941-1945 гг.»[15]
- Медаль «30 лет Советской Армии и Флота».[16]
- Юбилейная медаль «40 лет Вооружённых Сил СССР»[17]
- Юбилейная медаль «50 лет Вооружённых Сил СССР» (26 декабря 1967[18])
- Знак «Гвардия»
- Знак МО СССР «25 лет Победы в Великой Отечественной войне» (24 апреля 1970[19])